# Револ Бунин
Револ Самуилович Бунин (на руски: Револь Самуилович Бунин) е руски композитор и преподавател в Ленинградската музикална консерватория.

## Детство
Револ Самуилович Бунин е роден на 6 април 1924 г. в Москва. Родителите му го кръщават Револ (от революция) в чест на Октомврийската революция. Обикновено го наричат Воля или Волик. Баща му Самуил Маркович е професор по социална икономика в един от московските институти и става член на комунистическата партия още преди революцията. Майка му е болна от нелечима форма на туберкулоза, от която умира, когато момчето е на 14 години. В последните си часове тя го моли да ѝ посвири на пиано и той цяла нощи изпълнява за нея Бах, Бетовен, Моцарт, Мусоргски. На сутринта получава първата си астматична атака. Оттогава, през целия си живот той се бори с получената тогава бронхиална астма.
През 1938 г. е приет със специалност композиция в музикалното училище за даровити деца към Московската консерватория, при професор Хенрих Литински. 19-годишен учи известно време композиция при професор Александър Фьодорович Гедике, при който се обучават и Фьодор Шаляпин, Сергей Рахманинов и Емилий Метнер.

## Младост
През октомври 1941 г. Московската консерваторията е евакуирана в Казан, а Револ Бунин първо е изпратен на работа в московска военна фабрика, а след това е призован в армията, в армейския духов оркестър. Служи там за кратко, тъй като започват пристъпи на астма и през март същата година е демобилизиран.
В началото на 1943 г. консерваторията се връща от евакуация в Москва. След предварително прослушване Револ е приет в класа на професор Висарион Шебалин, ректор на Московската консерватория. В този период е трудно да се живее само с една стипендия и затова Бунин започва работа в ТАСС като кореспондент на свободна практика, където пише музикални отзиви. През 1944 г. като преподавател в консерваторията пристига Дмитрий Шостакович. Първият студент, избран от него за класа му, след разговор, напомнящ на изпит, е Револ Бунин, който за кратко е и единственият ученик на композитора. След това в същия клас се прехвърлят и състудентите на Бунин Борис Чайковски и Карен Хачатурян. През 1945 г. всички те завършват консерваторията, а Револ прави това с отличен успех. Шебалин не може да прости напускането на Бунин от неговия клас и не позволява името му да бъде добавено към „Златната дъска“ на примерните студенти.
Бунин е много уважаван от своя учител и принадлежи към плеядата съветски композитори, ценени и насърчавани от него. През 1947 г. Шостакович го назначава за свой асистент в Ленинградската консерватория. Самият Шостакович остава в Москва, а Револ Бунин води класовете по аранжимент и е преподавател по композиция в Ленинград вместо него. Револ заминава без никакви пари и без никакви познати в града. Чрез приятели се настанява в квартирата на Вера Петерсон, с която бързо си сприятелява. По същото време в Ленинград е премиерата на Втората му симфония, която е изпълнена от блестящия диригент Евгений Мравински с триумфален успех.

## Зрялост
През 1948 г. Бунин се запознава с Лариса, арфистка от квартета на Вера Дулова. През същата година от Мариинския театър му възлагат да напише музика за балет, той получава за нея огромен аванс, който използва за да се ожени за Лариса и да организира голяма сватба.
На 10 февруари 1948 г. във вестник „Правда“ е публикувана „Резолюция на Политбюро на Централния комитет на Всесъюзната комунистическа партия на болшевиките относно операта „Великата дружба“ от Вано Мурадели". Осъжда се формализма в музиката и тази опера е обявена за „порочно, антихудожествено произведение“. Започва проверка на т.нар. „музиканти-формалисти“, в чиито произведения се проявяват „неправилни тенденции“, представители на „антипопулярно формалистично направление“. Между тях попадат водещи композитори като Дмитрий Шостакович, Висарион Шебалин, Сергей Прокофиев, Арам Хачатурян, Револ Бунин, Гавриил Попов, Николай Мясковски и много други.
Шостакович е освободен от длъжността професор в консерваторията. Още на втория ден Бунин също е уволнен и изключен от Съюза на композиторите, а Мариинският театър прекратява договора си с него и иска връщане на авансовото плащане за нереализирания балет. Младото семейство продава всичко, което притежава, но не може да събере парите. Връщат се в Москва само с дрехите си. Там Бунин разполага с отлична библиотека с руски и чуждестранни партитури, включително ценни антики. Разбирайки, че ще се появяват съдебни изпълнители и ще описват имота, той пренася цялата си библиотека при приятеля си Леонид Рабичев, с когото са израснали заедно. Всичко останало е разпродадено – легла, мека мебел, маси, столове и т.н. и семейството спи на пода.
По-късно членството му в Съюза на композиторите е възстановено и Бунин е поканен като музикален редактор в московското музикално издателство Музгиз, където работи в периода 1948 – 1953 г. Безкористното и честно служене на изкуството, всестранната ерудиция и дълбоките професионални знания на Бунин неизменно привличат към него много музиканти, обществени и културни дейци. Не само приятелите му, но и известни композитори често отиват да се консултират с него.
През 1970-те диригентът Рудолф Баршай, създател на един от най-добрите камерни оркестри в страната започва да изпълнява произведенията на Бунин почти на всеки свой концерт. Новите му симфонии се изпълняват в Голямата зала на Консерваторията, а концертите за камерна музика – в Малката зала.
Бунин преподава на годишните семинари за композитори от всички републики на СССР в град Иваново. Там се събират млади композитори от цялата страна, от южните републики, от Якутия, от прибалтийските държави. Получават безплатни билети за Иваново и повечето от тях се стремят да стигнат там в месеците, когато Бунин провежда семинарите си.
Револ Бунин е обявен за почетен гражданин на българския град Русе, център на известни музикални фестивали. Получава званието след изпълнение на „Музика за струните“ и Концерт за орган и камерен оркестър. Той никога не е бил удостояван с държавни отличия, тъй като отказва да се присъедини към комунистическата партия, за разлика от много от своите колеги.
Револ Бунин умира на 3 юни 1976 г. в Москва, на 52-годишна възраст, от нелекуван навреме пиелонефрит. Погребан е във Введенското гробище на Москва, четвърто поле.

## Творчество
Волик е на 6 години, когато започва да създава музика и да пише партитури. В Съветския съюз след революцията няма специална нотна хартия, затова той сам си чертае петолинието на бяла хартия и на нея пише партитурите си. Композира маршове, валсове, менуети и полки.
Револ Бунин е талантлив композитор, мелодист и голям майстор на инструменталистиката. От една композиция за пиано или цигулка, той е в състояние да създаде цял концерт или симфония за оркестър, състоящ се от сто или повече изпълнители. В творбите си използва някои непопулярни за времето музикални инструменти – камбани, овчарски рог или необикновени ударни и джаз инструменти.
Револ Бунин оставя 45 основни композиции и е автор на 9 симфонии, редица симфонични сюити и увертюри, квартети, инструментални концерти за виола, орган, пиано, цигулка, камерни състави. Пише инструментални сонати, вокални цикли, хорови поеми, оратории, романси. За романсите си ползва текстове от творби на Александър Пушкин, Николай Некрасов, Афанасий Фет, Александър Блок, Сергей Есенин, Шандор Петьофи, Уилям Шекспир и други поети.
Последната творба на Бунин – незавършената опера „Народоволци“ е завършена по скици на композитора от негови приятели, обединени в творчески екип – композиторите Мойсей Вайнберг, Андрей Ешпай, Борис Чайковски, Вениамин Баснер и други. Тази опера въплъщава най-ярко идеалите на Револ Бунин, син на професионални революционери.
Творбите на Бунин се изпълняват от диригентите Евгений Мравински, Евгений Светланов, Фуат Мансуров, цигуларят Леонид Коган, пианистите Татяна Николаева и Владимир Крайнев, както и от много чуждестранни изпълнители.
Бунин пише музикални партитури за 48 игрални, анимационни и документални филми.

### Произведения
Инструментални творби
- 1943 – Струнен квартет №1
- 1943 – Симфония №1
- 1945 – Симфония №2
- 1946 – Квинтет за пиана
- 1946 – Трио за пиана
- 1947 – Сюита №1 за пиано
- 1949 – Симфонична поема „Каменният гост“
- 1951 – Сюита №2 за пиано
- 1952 – Поема за виола и оркестър
- 1952 – Концерт за оркестър и орган
- 1953 – Концерт за алт и оркестър
- 1953 – Фантастична увертюра
- 1953 – Концерт за виола и оркестър в G мажор, опус 22, е посветен на неговия близък приятел, известния виолист Рудолф Баршай.[4]
- 1953 – Симфонична поема „Увертюра-фантазия“ за оркестър
- 1955 – Соната за алт и пиано
- 1955 – Соната за виола и пиано, опус 26
- 1955 – Соната за цигулка
- 1955 – Сюита за виола и пиано
- 1956 – Струнен квартет №2
- 1957 – Концерт за алт и оркестър
- 1957 – Симфония № 3
- 1959 – Симфония № 4
- 1959 – Концерт за орган и камерен оркестър в G минор, опус 33
- 1961 – Симфония №5
- 1961 – Концерт за камерен оркестър
- 1963 – Концерт за пиано и оркестър в G минор, опус 34
- 1966 – Симфония №6
- 1967 – Симфонична поема „1967“
- 1969 – Симфония №7
- 1970 – Симфония №8
- 1971 – Соната за пиано
- 1972 – Концерт за цигулка и оркестър, опус 43
- Музика за струнни инструменти в ре минор
- Симфония №9
- Концерт за камерен оркестър

Вокални произведения
- 1944 – Операта „Маскарад“ по Лермонтов
- 1961 – Композиция за струнни инструменти, сопран, бас и хор на момчетата, опус 36
- 1964 – Оратория за солисти, хор и оркестър „Поведи ни“, опус 35, по стиховете на Шекспир
- Хорова поема на стихове на Некрасов
- Романси за глас и пиано по стихове на Пушкин, Блок, Есенин, Петьофи, английски поети

Филмова музика
- 1954 – Музика към документалния филм „Остров Сахалин“
- 1954 – Музика към анимационния филм „Две алчни мечета“
- 1956 – Музика към филма „Сестри“ (друго име „Два живота“) по разказа на Павел Нилин „Жучка“
- 1961 – Музика към анимационния филм „Три пингвина“
- 1962 – Музика към анимационния филм „Летящият пролетарий“
- 1963 – Музика към анимационния филм „Московчанин“
- 1968 – Сюити от музиката към филма „Десет дни, които разтърсиха света“